# ヒコックベルト
ヒコックベルト（Hickok Belt）は、正式名称をS・レイ・ヒコック年間最優秀アスリートという、アメリカ合衆国における最優秀アスリートに贈られる賞。1950年から1976年までの27年間、全米最優秀アスリートを選出して賞を授与していたが、1977年から2011年まで中断した後、2012年から賞が再設立された。
受賞者には純金製のバックル、4カラットのダイヤモンド、26個の宝石が施されたワニ皮のベルトが贈られ、再設立前の27年間は全米の主要なスポーツ賞として知られていた。

## 受賞者

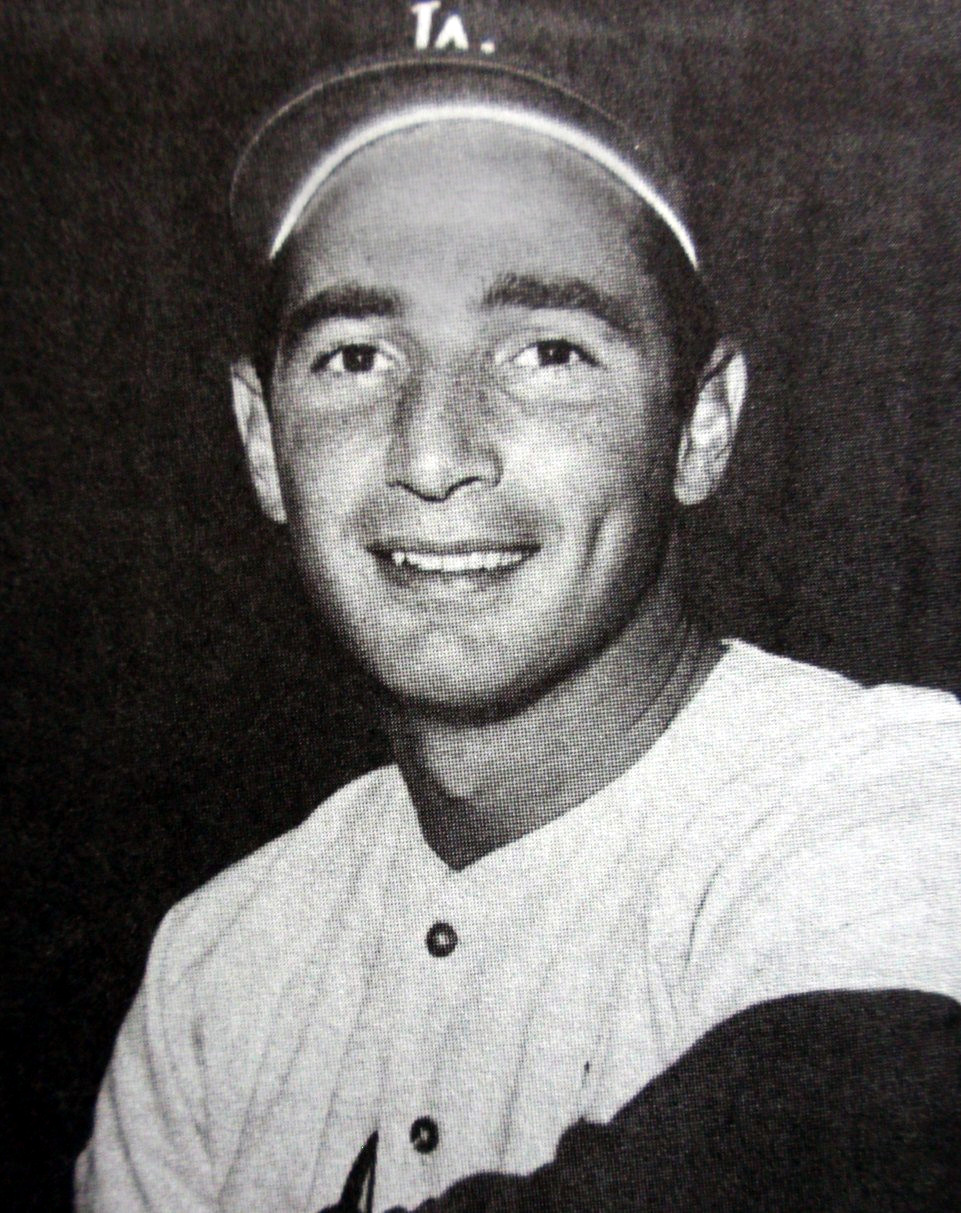
再設立前唯一の複数受賞者であるサンディ・コーファックス

| 年   | 受賞者                         | スポーツ               |
| ---- | ------------------------------ | ---------------------- |
| 1950 | フィル・リズート               | 野球                   |
| 1951 | アリー・レイノルズ             | 野球                   |
| 1952 | ロッキー・マルシアノ           | ボクシング             |
| 1953 | ベン・ホーガン                 | ゴルフ                 |
| 1954 | ウィリー・メイズ               | 野球                   |
| 1955 | オットー・グレアム             | アメリカンフットボール |
| 1956 | ミッキー・マントル             | 野球                   |
| 1957 | カーメン・バシリオ             | ボクシング             |
| 1958 | ボブ・ターリー                 | 野球                   |
| 1959 | インゲマル・ヨハンソン         | ボクシング             |
| 1960 | アーノルド・パーマー           | ゴルフ                 |
| 1961 | ロジャー・マリス               | 野球                   |
| 1962 | モーリー・ウィルス             | 野球                   |
| 1963 | サンディー・コーファックス     | 野球                   |
| 1964 | ジム・ブラウン                 | アメリカンフットボール |
| 1965 | サンディー・コーファックス (2) | 野球                   |
| 1966 | フランク・ロビンソン           | 野球                   |
| 1967 | カール・ヤストレムスキー       | 野球                   |
| 1968 | ジョー・ネイマス               | アメリカンフットボール |
| 1969 | トム・シーバー                 | 野球                   |
| 1970 | ブルックス・ロビンソン         | 野球                   |
| 1971 | リー・トレビノ                 | ゴルフ                 |
| 1972 | スティーブ・カールトン         | 野球                   |
| 1973 | O・J・シンプソン               | アメリカンフットボール |
| 1974 | モハメド・アリ                 | ボクシング             |
| 1975 | ピート・ローズ                 | 野球                   |
| 1976 | ケン・ステイブラー             | アメリカンフットボール |

### 再設立後
| 年   | 受賞者                   | スポーツ               |
| ---- | ------------------------ | ---------------------- |
| 2012 | レブロン・ジェームズ     | バスケットボール       |
| 2013 | レブロン・ジェームズ     | バスケットボール       |
| 2014 | マディソン・バンガーナー | 野球                   |
| 2015 | ステフィン・カリー       | バスケットボール       |
| 2016 | マイケル・フェルプス     | 水泳                   |
| 2017 | ホセ・アルトゥーベ       | 野球                   |
| 2018 | パトリック・マホームズ   | アメリカンフットボール |
| 2019 | カワイ・レナード         | バスケットボール       |
| 2020 | パトリック・マホームズ   | アメリカンフットボール |
| 2021 | 大谷翔平                 | 野球                   |
| 2022 | アーロン・ジャッジ       | 野球                   |
| 2023 | ニコラ・ヨキッチ         | バスケットボール       |
| 2024 | 大谷翔平                 | 野球                   |